# Иёмантэ

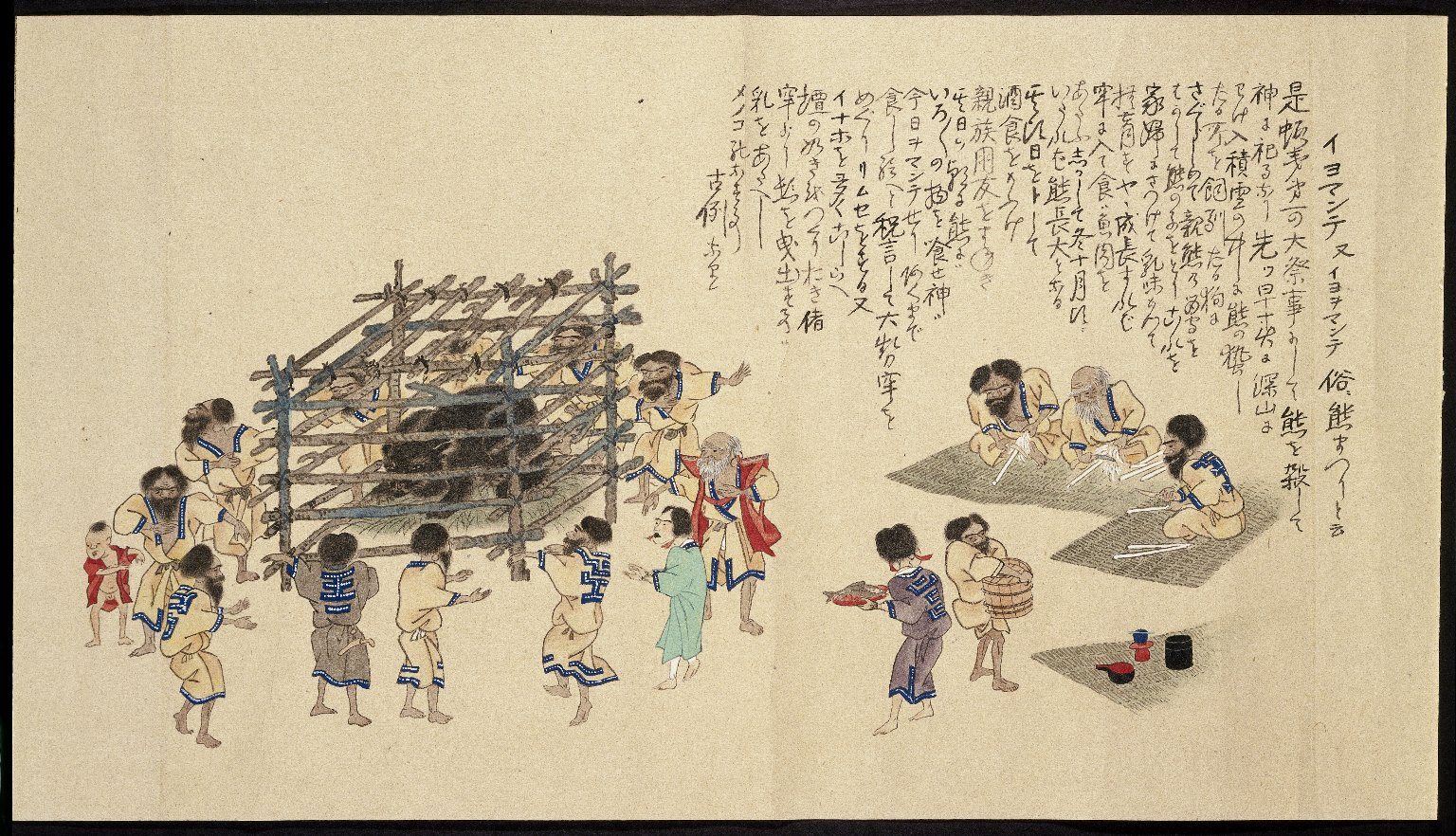
Старинный японский рисунок, изображающий подготовку к иёмантэ.

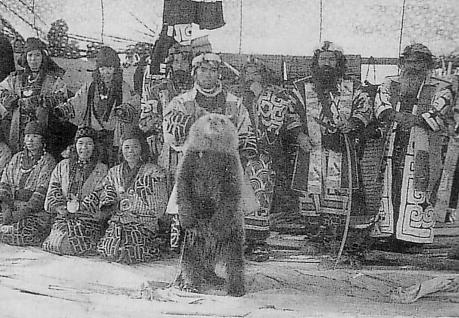
Айны готовятся убивать привязанного медвежонка. Фотография 1930 года.

Иёмантэ — обычай ритуального убийства бурого медведя у айнов с целью отправить его дух в мир духов, в котором он должен вновь стать одним из камуев (духи предков в айнской мифологии).
Айнское слово «иёмантэ» состоит из трёх частей. «И» указывает на совершение действия, «ёман» означает «идти, уходить», «тэ» выступает в роли причинного окончания (каузатива). Таким образом, название ритуала можно перевести как «уход, отправление [кого-либо куда-либо]». Это слово также является эвфемизмом, позволяющим избежать употребления запрещённого к произношению названия духов-камуев из-за страха перед ними, по смыслу же означая «отправить кого-то к камуям». В японском языке названием этого ритуала могут служить термины «проводы медведя» (яп. 熊送り кумаокури) или «медвежий фестиваль» (яп. 熊祭 кумамацури). В передаче названия термина латиницей он может записываться как Iomante или Iyomante.
Хотя данный ритуал почти всегда предусматривает убийство именно бурого медведя, в некоторых айнских поселениях вместо него изначально убивали рыбного филина или косатку.
Ритуал Иёмантэ следует отличать от ритуала хопунирэ, означающего убийство взрослого медведя в дикой природе. Название этого ритуала формируется из «хо» («назад»), «пуни» («взять») и «рэ» (причинного окончания), то есть может быть переведено как «взять назад [кого-то куда-то]»; слово, как «иёмантэ», является эвфемизмом, чтобы не говорить вслух о камуях. По айнским поверьям, в камуя после убийства на охоте воплотится только та часть животного, убитого на охоте, которая расположена между его ушами, то есть голова, потому как именно там находится дух зверя (рамат). Именно поэтому айны поклоняются отрубленной голове бурого медведя во время хопунирэ, поднося к священному месту, на котором она покоится, еду, напитки и священные палочки-инау, посвящая их духу убитого животного, который возвращается в мир камуев.

## Описание ритуала
Для проведения ритуала иёмантэ айны в конце зимы начинают охоту на бурых медведей, в это время спящих в берлогах. Когда они обнаруживают берлогу с медведицей и новорождённым медвежонком, то медведицу убивают (при этом охотники могут забрать её голову для совершения описанного выше ритуала хопунирэ), а медвежонка забирают с собой в деревню. Там его определяют в какую-либо семью, где заботятся о нём так, как будто это человеческий ребёнок, и даже, по некоторым сведениям, вскармливают его женским грудным молоком. По мере того как медвежонок подрастает, его переселяют из дома в специально сделанную для него небольшую клетку из тонких брёвен за пределами деревенского дома; на всём протяжении жизни у людей его кормят только самой лучшей пищей, всячески охаживают, делают ему подношения и даже одевают в церемониальные одежды. После жизни в деревне на протяжении около года или двух назначается проведение ритуала иёмантэ, на который собирается вся деревня; на нём медвежонка приносят в жертву, выведя из клетки, привязав к специальному столбу, установленному в центре деревни, и зажав его шею брёвнами с обеих сторон, а по завершении церемонии разделывают и едят его мясо. Убийство осуществляется мужчинами путём стрельбы в медведя стрелами из луков; как правило, медведь погибает не сразу. Когда он уже сильно слабеет от ранений, один из мужчин подходит к нему и делает «выстрел в упор» в область шеи или сердца, чтобы, если он ещё не умер, добить, после чего перерезает ему горло и пьёт оттуда кровь. Мясо, кровь и мех медведя жители деревни после завершения празднества делят между собой.
С точки зрения айнской религии такой медвежонок возрастом 1-2 года интерпретируется как камуй, который пришёл в мир людей «в гости», приняв форму бурого медведя, а теперь должен отправиться обратно в мир духов с помощью специального «ритуала прощания», который устроят ему люди, тем самым оказав ему помощь. Свою плоть, по представлениям айнов, медведь, который стремится вновь стать камуем, даёт людям как подарок от себя, поэтому мясо и мех, полученные от его убийства, должны быть разделены между всеми людьми, чтобы все получили дары духа. Считается, что камуй, получивший уважение и подарки, когда был медведем на земле, даже по возвращении в небесный мир снова захочет вернуться в виде медведя в мир людей, чтобы во время очередного визита снова поделиться с людьми своим мясом и мехом. Другие камуи, узнав от него о чудесах человеческого мира, якобы тоже захотят посетить человеческий мир в образе медведей, то есть с мехом и мясом. Таким образом, деревня будет благословлена, так как у неё всегда будет пища в виде медвежатины. Чтобы порадовать медведя-камуя, айны преподносят ему подарки, которые он якобы может взять с собой как дары из мира людей: жертвенную пищу (обычно орехи), несколько видов напитков (сакэ или айнский алкогольный напиток тоното), а также священные палочки-инау. Кульминацией праздника иёмантэ является приход сказителя-юкара. Он начинает какое-либо повествование — считается, что чем больше дух-камуй услышит, тем сильнее захочет вернуться в родной мир.
Ритуалы «кормления медведя» известны у нивхов Сахалина, а также у евразийских охотничьих народов, живущих в районах тайги и около полярного круга. Они отчасти схожи с айнским иёмантэ.
В 1955 году японский губернатор Хоккайдо запретил айнам проведение иёмантэ как «варварского ритуала», однако этот запрет был отменён в апреле 2007 года, поскольку ранее, в октябре 2006 года, министерство окружающей среды Японии объявило, что народные религиозные обряды, связанные с животными, не подпадают под действие закона о защите прав животных.

## Происхождение
Поскольку при исследованиях культуры Сацумонбунка следов существования ритуала иёмантэ не было обнаружено, но в нивхской охотской культуре его следы имеются, японские учёные связывают его возникновение с культурой Тобинитаи.